# Isländische Fußballmeisterschaft 1943
Die isländische Fußballmeisterschaft 1943 war die 32. Spielzeit der höchsten isländischen Fußballliga.
Es nahmen fünf Teams am Bewerb teil, in dem jede Mannschaft jeweils einmal auf jede andere traf. Valur Reykjavík gewann durch eine erfolgreiche Titelverteidigung die insgesamt neunte Meisterschaft in der Vereinsgeschichte.

## Abschlusstabelle
| Pl. | Verein              | Sp. | S | U | N | Tore    | Quote | Punkte |
| --- | ------------------- | --- | - | - | - | ------- | ----- | ------ |
| 1.  | Valur Reykjavík (M) | 4   | 4 | 0 | 0 | 012:400 | 3,00  | 08:0   |
| 2.  | KR Reykjavík        | 4   | 2 | 0 | 2 | 011:900 | 1,22  | 04:40  |
| 3.  | Fram Reykjavík      | 4   | 2 | 0 | 2 | 010:900 | 1,11  | 04:40  |
| 4.  | ÍBA Akureyri        | 4   | 1 | 1 | 2 | 008:900 | 0,89  | 03:50  |
| 5.  | ÍB Vestmannaeyja    | 4   | 0 | 1 | 3 | 005:150 | 0,33  | 01:70  |

| (M) | amtierender isländischer Meister |

### Kreuztabelle
Die Kreuztabelle stellt die Ergebnisse aller Spiele dieser Saison dar. Die Heimmannschaft ist in der ersten Spalte aufgelistet, die Gastmannschaft in der obersten Reihe. Die Ergebnisse sind immer aus Sicht der Heimmannschaft angegeben.
|                  |   | KR Reykjavík | Fram Reykjavík | ÍBA Akureyri | ÍB Vestmannaeyja |
| Valur Reykjavík  |   | 2:1          | 3:1            | 2:1          | 5:1              |
| KR Reykjavík     | – |              | 3:1            | 1:4          | 6:2              |
| Fram Reykjavík   | – | –            |                | 5:2          | 3:0              |
| ÍBA Akureyri     | – | –            | –              |              | 1:1              |
| ÍB Vestmannaeyja | – | –            | –              | –            |                  |